# Agromet-Rofama
Agromet-Rofama – były producent maszyn rolniczych z siedzibą w Rogoźnie. W szczytowym okresie zatrudniała ponad półtora tysiąca ludzi.

## Historia
W 1896 r. Karol Kiihl zakłada warsztat zajmujący się najpierw (do 1908 r.) budową wiatraków (młynów napędzanych wiatrem) i maszyn młyńskich, a potem młynów parowych i wodnych. 30 czerwca 1919 r. Karol Kiihl sprzedał swoją fabrykę Bankowi Spółek Zarobkowych,
a ten utworzył Towarzystwo akcyjne „Wytwórnia maszyn Młyńskich" z siedzibą w Poznaniu. 22 lutego 1945 r., zakład został przejęty
przez Tymczasowy Zarząd Państwowy i nazwany jak dawniej: „Zakłady Przemysłowe — inż. Franciszek Pałaszewski i Synowie - pod Zarządem Państwowym". W 1947 r. nazwę zmieniono na „Zakłady Przemysłowe - Fabryka Maszyn Młyńskich - Rogoźno Wielkopolskie", a potem na „Wielkopolska Fabryka Maszyn Młyńskich — Przedsiębiorstwo Państwowe".
Od 1961 roku fabryka nazywa się „Fabryka Maszyn Rolniczych Rofama" a następnie „Agromet - Rofama - Fabryka Maszyn Rolniczych".
W 1990 r. na bazie zlikwidowanej Fabryki Maszyn Rolniczych AGROMET-ROFAMA i Ośrodka Badawczo-Rozwojowego SUPROL w Rogoźnie powstał Zakład Projektowo-Wdrożeniowy „ROWAG” zajmujący się produkcją maszyn przemysłowych – urządzeń dla przemysłu paszowego i rolno-spożywczego, w tym dozowników ślimakowych, przenośników ślimakowych, wag tensometrycznych, mieszarek poziomych i innych. 1 czerwca 1992 roku, ze skomunalizowanego majątku kotłowni zakładowej Fabryki Maszyn Rolniczych „Agromet-Rofama” powstaje spółka MEGAWAT Sp. z o.o.
Obecnie spadkobiercą tradycji Fabryki Maszyn Rolniczych Agromet-Rofama produkcji suszarni dla rolnictwa jest AGROMECH Sp. z o.o.